# Gekko kaiyai
Gekko kaiyai — вид ящірок родини геконових (Gekkonidae). Описаний у 2023 році.

## Назва
Gekko kaiyai названий на честь професора Чжоу Кайя зі Школи наук про життя Нанкінського університету, який зробив великий внесок у класифікацію видів родини Gekkonidae, особливо Gekko hokouensis.

## Поширення
Ендемік Китаю. Поширений на північному заході гірського хребта Даб'є на кордоні провінцій Аньхой і Хенань.

## Опис
Gekko kaiyai виділяється з підроду Japonicgekko своїми морфологічними ознаками: середні розміри тіла (SVL 56,98–64,99 мм, n = 4, самиці; 50,03–61,56 мм, n = 11, самці); ніздрі в контакті з ростральною лускою; горбки на спині, задніх кінцівках і нижній поверхні передньої кінцівки, але верхня поверхня передньої кінцівки гладка без горбків; без перетинок на пальцях рук і ніг; 9–12 передклоакальних пор у самців і відсутні у самиць; спина від сіро-білого до темно-коричневого, з 6–7 коричневими плямами між потилицею та крижами.